# Andreas Wartenberg

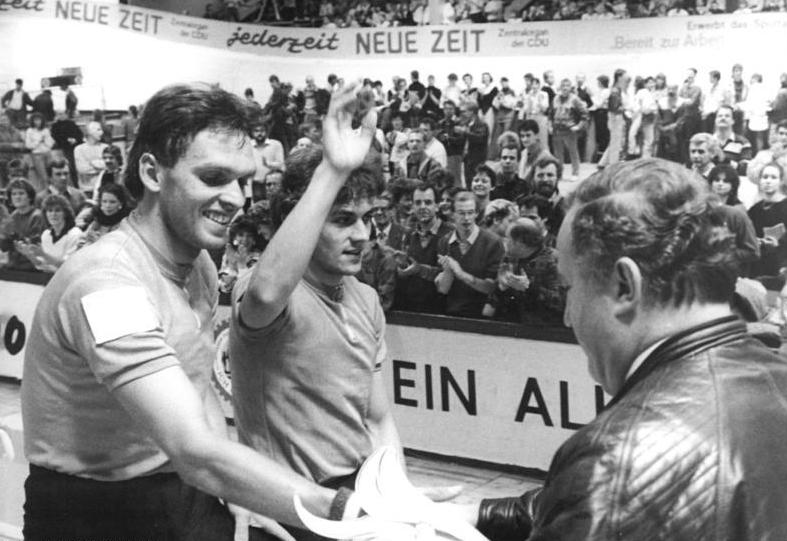
Andreas Wartenberg mit Olaf Ludwig

Andreas Wartenberg (* 6. Juni 1963 in Gera) ist ein ehemaliger deutscher Radrennfahrer.

## Sportliche Laufbahn
Wartenberg war in der DDR und auch nach der politischen Wende 1989 hauptsächlich im Straßenradsport aktiv, er startete für die SG Wismut Gera, später für das Team Köstritzer.
1985 gewann er eine Etappe der Lidice-Rundfahrt, 1987 eine Etappe in der Bulgarien-Rundfahrt. Im Grand Prix Cycliste de Gemenc kam er 1985 auf den 3. Platz. 1986 wurde er im Eintagesrennen Rund um Leipzig Zweiter, 1989 Dritter. 1988 wurde er Dritter im ungarischen Etappenrennen Mecsek-Cup hinter dem Sieger Kurt Konrád, Dritter in der Erzgebirgs-Rundfahrt hinter Lutz Lötzsch und Dritter bei Berlin–Angermünde–Berlin. Die Tour of Hellas 1989 beendete er beim Sieg von Frank Kühn auf dem 3. Gesamtrang. In der DDR-Rundfahrt wurde er 1984 55., 1987 24., 1988 schied er aus. 1991 kam er in der Hessen-Rundfahrt auf den 3. Platz. 1996 gewann er eine Etappe der Serbien-Rundfahrt.
Er bestritt mit der Nationalmannschaft der DDR 1986 die Polen-Rundfahrt (16. Rang), 1987 die Bulgarien-Rundfahrt (23. Platz) und die Slowakei-Rundfahrt (41. Platz), 1988 die Kuba-Rundfahrt (22. Gesamtrang).
Im Bahnradsport gewann er 1987 mit Olaf Ludwig als Partner die 6 Tage um den Preis der Jungen Welt auf der Radrennbahn der Berliner Werner-Seelenbinder-Halle.
Später war er im SSV Gera und im Thüringer Radsport-Verband als Trainer tätig.